# Volo Colgan Air 9446
Il volo Colgan Air 9446 era un volo di riposizionamento operato dalla Colgan Air per conto di US Airways Express. Il 26 agosto 2003, il Beechcraft 1900D si schiantò in acqua a 91 metri al largo di Yarmouth, Massachusetts, poco dopo il decollo dall'Aeroporto Municipale di Barnstable du Hyannis. Entrambi i piloti rimasero uccisi.85

## L'aereo e l'equipaggio
Il volo 9446 era il volo tecnico non programmato di un Beechcraft 1900D (registrazione N240CJ). L'aereo aveva appena terminato le procedure di manutenzione e veniva riposizionato ad Albany, New York, per tornare in servizio. I due occupanti dell'aereo erano i suoi piloti, il capitano Scott Knabe (39) e il primo ufficiale Steven Dean (38). Il capitano Knabe lavorava per Colgan Air da due anni e aveva registrato 2.891 ore di volo, incluse 1.364 ore sul Beechcraft 1900. Dean era nella compagnia aerea da meno di un anno e aveva 2.489 ore di volo, 689 dei quali sul Beechcraft 1900.

## L'incidente
Il volo 9446 partì dall'aeroporto municipale di Barnstable il 26 agosto 2003 alle 15:40 EDT. Poco dopo il decollo, l'equipaggio dichiarò un'emergenza e riportò un problema di assetto. L'aereo effettuò una virata a sinistra e raggiunse un'altitudine di 1.100 piedi (340 m). I piloti richiesero un ritorno a Barnstable e il controllo del traffico aereo autorizzò il Beechcraft ad atterrare su qualsiasi pista. L'aereo continuò la sua virata a sinistra con il muso in su, quindi si abbassò schiantandosi in acqua vicino all'aeroporto.

## Indagini e conseguenze
Il National Transportation Safety Board (NTSB) indagò sull'incidente.
L'NTSB stabilì che il volo 9446 era il primo volo partito dopo che il personale di manutenzione aveva sostituito il cavo di rivestimento dell'elevatore anteriore. Il personale addetto alla manutenzione aveva saltato un passaggio del processo di manutenzione. Inoltre, il manuale di manutenzione dell'aereo raffigurava il tamburo del trim dell'elevatore al contrario. Di conseguenza, il sistema di assetto è stato configurato in modo tale da far muovere i correttori di assetto nella cabina di pilotaggio nella direzione corretta. Tuttavia, la ruota di assetto vera e propria (che controllava le superfici di controllo del volo) si muoveva nella direzione opposta.

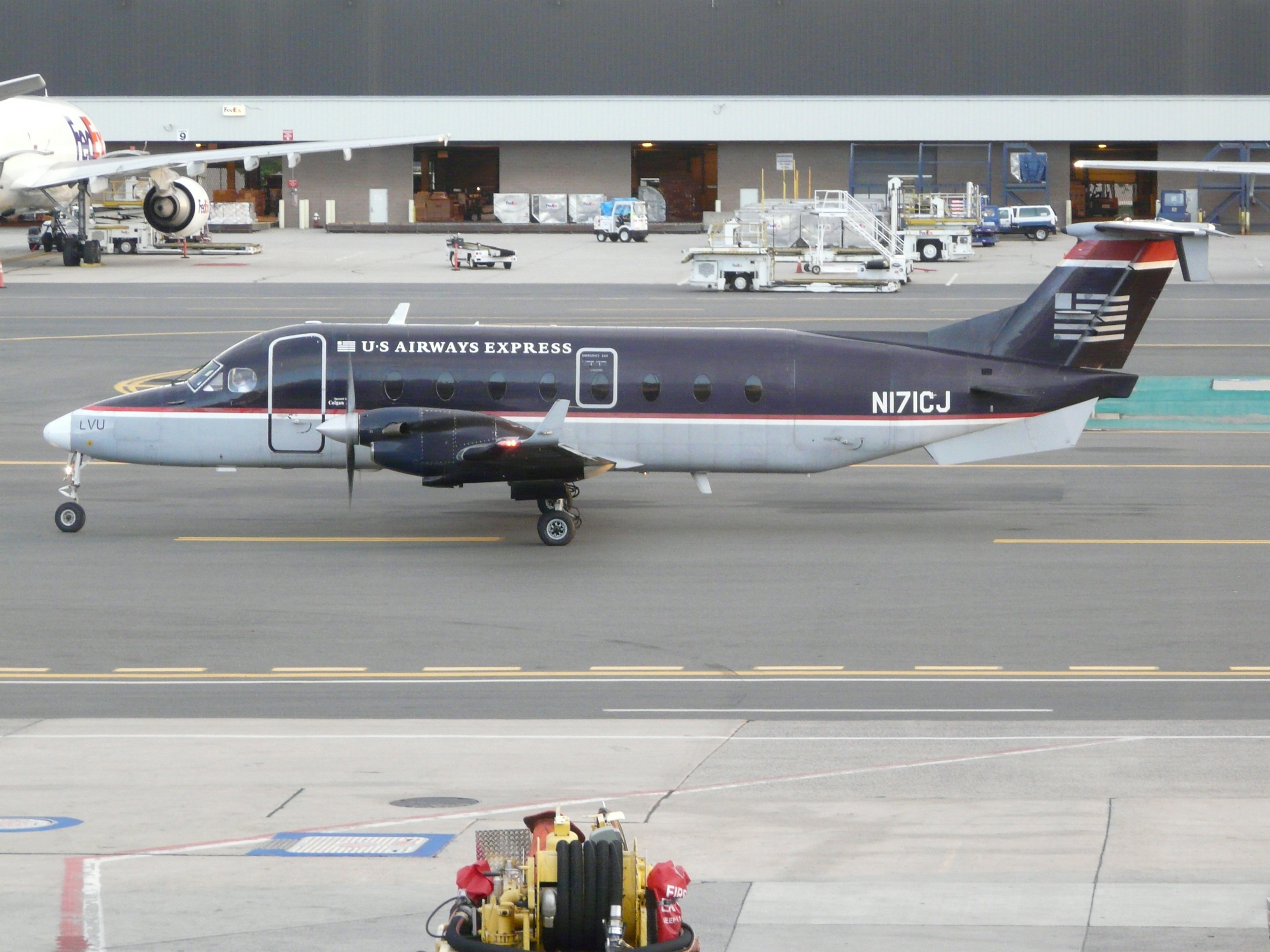
Un Beechcraft 1900D di Colgan Air, simile all'aereo coinvolto nell'incidente.

Inoltre l'NTSB determinò che i piloti non avevano notato l'errore di manutenzione perché il capitano non aveva eseguito una check-list pre-volo, che avrebbe incluso un controllo dell'assetto dell'elevatore. I piloti impostarono manualmente l'assetto con il muso in su prima della partenza. Tuttavia, a causa di una manutenzione impropria, il trim era stato impostato in posizione completamente abbassata.
L'NTSB stabilì che sarebbero state necessarie 250 libbre di forza sulla barra di controllo affinché i piloti mantenessero l'aereo in volo, rendendo quasi impossibile un atterraggio sicuro. Gli investigatori programmarono un simulatore di volo con impostazioni di assetto inadeguato ed effettuarono sei voli simulati. Cinque tentativi provocavano un incidente subito dopo il decollo; nel tentativo, il pilota del simulatore potrebbe virare per effettuare l'atterraggio, per poi colpire il terreno mentre tentava di atterrare.
L'NTSB pubblicò i suoi risultati e la determinazione della probabile causa il 31 agosto 2004. L'NTSB affermò che le probabilità causa dell'incidente erano la sostituzione impropria del cavo di rivestimento dell'ascensore anteriore da parte della squadra di manutenzione e il successivo controllo funzionale inadeguato della manutenzione eseguita. L'NTSB è anche identificato come fattori che hanno contribuito all'incidente la mancata osservanza da parte dell'equipaggio di volo delle procedure della lista di controllo e l'errata rappresentazione del tamburo di trim dell'elevatore da parte del produttore dell'aereo nel manuale di manutenzione.
Dopo la pubblicazione del rapporto finale dell'NTSB, Aero News Network osservò che i manuali di manutenzione del Beechcraft 1900D erano stati considerati fattori di incidente in due precedenti incidenti mortali. Tuttavia, Raytheon, il proprietario della Beechcraft, negò ogni responsabilità per lo schianto del volo 9446, e un portavoce della compagnia disse che l'incidente non sarebbe avvenuto senza gli errori dei tecnici della manutenzione della Colgan Air.